# Liste des chapelles de la Sarthe
La liste des chapelles de la Sarthe présente les chapelles de culte catholique situées sur le territoire des communes du départements français de la Sarthe.
Il est fait état des diverses protections dont elles peuvent bénéficier, et notamment les inscriptions et classements au titre des monuments historiques.
Toutes sont situées dans le diocèse du Mans.

## Liste
| Chapelle                                                                                               | Commune                    | Adresse | Coordonnées                        | Notice         | Protection                                                 | Date | Illustration                                                                                           |
| --- | -------------------------- | ------- | ---------------------------------- | -------------- | ---------------------------------------------------------- | ---- | --- |
| Chapelle d'Ancinnette                                                                                  | Ancinnes                   |         | 48° 20′ 07″ nord, 0° 10′ 20″ est   |                |                                                            |      | Image manquante Téléverser                                                                             |
| Chapelle de la Madeleine d'Assé-le-Boisne                                                              | Assé-le-Boisne             |         | 48° 19′ 15″ nord, 0° 00′ 37″ ouest |                |                                                            |      | Image manquante Téléverser                                                                             |
| Chapelle du manoir de Serizay                                                                          | Assé-le-Boisne             |         | 48° 20′ 05″ nord, 0° 00′ 48″ est   |                |                                                            |      | Image manquante Téléverser                                                                             |
| Chapelle du cimetière d'Assé-le-Riboul                                                                 | Assé-le-Riboul             |         | 48° 11′ 41″ nord, 0° 05′ 10″ est   |                |                                                            |      | Image manquante Téléverser                                                                             |
| Chapelle Notre-Dame dite chapelle de la Chasnière d'Auvers-le-Hamon                                    | Auvers-le-Hamon            |         | 47° 54′ 17″ nord, 0° 21′ 16″ ouest |                |                                                            |      | Image manquante Téléverser                                                                             |
| Chapelle Notre-Dame de Beaulieu                                                                        | Auvers-sous-Montfaucon     |         | 48° 00′ 10″ nord, 0° 06′ 00″ ouest |                |                                                            |      | Image manquante Téléverser                                                                             |
| Chapelle du Logis d'Avesnes                                                                            | Avesnes-en-Saosnois        |         | 48° 15′ 52″ nord, 0° 22′ 35″ est   |                |                                                            |      | Image manquante Téléverser                                                                             |
| Chapelle Saint-Laurent d'Avoise                                                                        | Avoise                     |         | 47° 52′ 05″ nord, 0° 12′ 09″ ouest |                |                                                            |      | Image manquante Téléverser                                                                             |
| Chapelle Saint-Jean-Baptiste de Ballon-Saint Mars                                                      | Ballon-Saint Mars          |         | 48° 10′ 37″ nord, 0° 14′ 01″ est   |                |                                                            |      | Chapelle Saint-Jean-Baptiste de Ballon-Saint Mars                                                      |
| Chapelle Sainte-Barbe au château de Marigné                                                            | Bazouges Cré sur Loir      |         | 47° 42′ 24″ nord, 0° 08′ 23″ ouest |                |                                                            |      | Image manquante Téléverser                                                                             |
| Chapelle de Beaumont-sur-Sarthe                                                                        | Beaumont-sur-Sarthe        |         | 48° 13′ 39″ nord, 0° 08′ 03″ est   |                |                                                            |      | Image manquante Téléverser                                                                             |
| Chapelle funéraire de la famille Menjot d'Elbenne de Beillé                                            | Beillé                     |         | 48° 05′ 02″ nord, 0° 30′ 34″ est   |                |                                                            |      | Image manquante Téléverser                                                                             |
| Chapelle du château de la Renaudière                                                                   | Bernay-Neuvy-en-Champagne  |         | 48° 03′ 35″ nord, 0° 00′ 20″ ouest |                |                                                            |      | Image manquante Téléverser                                                                             |
| Chapelle Sainte-Anne de Bernay-en-Champagne                                                            | Bernay-Neuvy-en-Champagne  |         | 48° 04′ 36″ nord, 0° 03′ 53″ ouest |                |                                                            |      | Image manquante Téléverser                                                                             |
| Chapelle du château de Courtanvaux                                                                     | Bessé-sur-Braye            |         | 47° 50′ 38″ nord, 0° 44′ 08″ est   |                |                                                            |      | Image manquante Téléverser                                                                             |
| Chapelle Saint-Sébastien de Bouloire                                                                   | Bouloire                   |         | 47° 58′ 28″ nord, 0° 33′ 12″ est   |                |                                                            |      | Image manquante Téléverser                                                                             |
| Chapelle Saint-Mathurin de Bourg-le-Roi                                                                | Bourg-le-Roi               |         | 48° 20′ 33″ nord, 0° 08′ 08″ est   |                |                                                            |      | Image manquante Téléverser                                                                             |
| Chapelle Sainte-Anne de Briosne                                                                        | Briosne-lès-Sables         |         | 48° 10′ 26″ nord, 0° 23′ 45″ est   |                |                                                            |      | Chapelle Sainte-Anne de Briosne                                                                        |
| Chapelle du cimetière de Chahaignes                                                                    | Chahaignes                 |         | 47° 44′ 36″ nord, 0° 30′ 48″ est   |                |                                                            |      | Image manquante Téléverser                                                                             |
| Chapelle Notre-Dame de Challes                                                                         | Challes                    |         | 47° 55′ 54″ nord, 0° 24′ 42″ est   |                |                                                            |      | Image manquante Téléverser                                                                             |
| Chapelle du cimetière de Champagné                                                                     | Champagné                  |         | 48° 01′ 23″ nord, 0° 20′ 07″ est   |                |                                                            |      | Chapelle du cimetière de Champagné                                                                     |
| Chapelle de l'ancien couvent des Sœurs franciscaines cloîtrées de l'Immaculée-Conception de Champfleur | Champfleur                 |         | 48° 23′ 14″ nord, 0° 07′ 37″ est   |                |                                                            |      | Chapelle de l'ancien couvent des Sœurs franciscaines cloîtrées de l'Immaculée-Conception de Champfleur |
| Chapelle du couvent des Sœurs franciscaines cloîtrées de l'Immaculée-Conception de Champfleur          | Champfleur                 |         | 48° 23′ 14″ nord, 0° 07′ 37″ est   |                |                                                            |      | Chapelle du couvent des Sœurs franciscaines cloîtrées de l'Immaculée-Conception de Champfleur          |
| Chapelle de la Croix-Couverte de la Brahaigne                                                          | Chantenay-Villedieu        |         | 47° 54′ 51″ nord, 0° 11′ 16″ ouest |                |                                                            |      | Image manquante Téléverser                                                                             |
| Chapelle Notre-Dame-du-Rosaire de Chantenay-Villedieu                                                  | Chantenay-Villedieu        |         | 47° 55′ 04″ nord, 0° 09′ 37″ ouest |                |                                                            |      | Image manquante Téléverser                                                                             |
| Chapelle du cimetière de Chassillé                                                                     | Chassillé                  |         | 48° 01′ 17″ nord, 0° 07′ 20″ ouest |                |                                                            |      | Image manquante Téléverser                                                                             |
| Chapelle du château de la Denisière                                                                    | Chaufour-Notre-Dame        |         | 48° 01′ 50″ nord, 0° 05′ 13″ est   |                |                                                            |      | Image manquante Téléverser                                                                             |
| Chapelle du château de la Sauvagère                                                                    | Chemiré-le-Gaudin          |         | 47° 55′ 51″ nord, 0° 00′ 31″ ouest |                |                                                            |      | Chapelle du château de la Sauvagère                                                                    |
| Chapelle Saint-Gilles de Chérancé                                                                      | Chérancé                   |         | 48° 17′ 00″ nord, 0° 10′ 46″ est   |                |                                                            |      | Image manquante Téléverser                                                                             |
| Chapelle Saint-Jean du manoir de Coulouané                                                             | Chérancé                   |         | 48° 17′ 10″ nord, 0° 09′ 34″ est   |                |                                                            |      | Image manquante Téléverser                                                                             |
| Chapelle du château de la Barre                                                                        | Conflans-sur-Anille        |         | 47° 56′ 55″ nord, 0° 44′ 55″ est   |                |                                                            |      | Image manquante Téléverser                                                                             |
| Chapelle Saint-Hilaire-et-Saint-Eutrope de Verniette                                                   | Conlie                     |         | 48° 06′ 37″ nord, 0° 02′ 19″ ouest | « PA00109723 » | Classé MH                                                  | 1946 | Chapelle Saint-Hilaire-et-Saint-Eutrope de Verniette                                                   |
| Chapelle de Coudrecieux                                                                                | Coudrecieux                |         | 47° 59′ 22″ nord, 0° 37′ 56″ est   |                |                                                            |      | Image manquante Téléverser                                                                             |
| Chapelle Saint-Hubert de Coulongé                                                                      | Coulongé                   |         | 47° 41′ 21″ nord, 0° 11′ 57″ est   |                |                                                            |      | Chapelle Saint-Hubert de Coulongé                                                                      |
| Chapelle Notre-Dame-Pitié-Dieu                                                                         | Crannes-en-Champagne       |         | 47° 58′ 37″ nord, 0° 02′ 51″ ouest | « PA72000054 » | Inscrit MH                                                 | 2017 | Chapelle Notre-Dame-Pitié-Dieu                                                                         |
| Chapelle Sainte-Catherine du manoir de Chauffour                                                       | Crissé                     |         | 48° 11′ 25″ nord, 0° 04′ 43″ ouest |                |                                                            |      | Image manquante Téléverser                                                                             |
| Chapelle Sainte-Marguerite du manoir de Grillemont                                                     | Crissé                     |         | 48° 10′ 14″ nord, 0° 01′ 43″ ouest |                |                                                            |      | Image manquante Téléverser                                                                             |
| Chapelle Notre-Dame-des-Vertus de Crosmières                                                           | Crosmières                 |         | 47° 44′ 42″ nord, 0° 09′ 04″ ouest |                |                                                            |      | Chapelle Notre-Dame-des-Vertus de Crosmières                                                           |
| Chapelle Saint-Benoît de Saint-Benoît (Sarthe)                                                         | Crosmières                 |         | 47° 44′ 42″ nord, 0° 09′ 04″ ouest |                |                                                            |      | Image manquante Téléverser                                                                             |
| Chapelle Saint-Blaise du château de la Bouillerie                                                      | Crosmières                 |         | 47° 43′ 43″ nord, 0° 10′ 00″ ouest |                |                                                            |      | Image manquante Téléverser                                                                             |
| Chapelle Saint-Hubert du château de la Potardière                                                      | Crosmières                 |         | 47° 43′ 24″ nord, 0° 10′ 22″ ouest |                |                                                            |      | Image manquante Téléverser                                                                             |
| Chapelle du Léard                                                                                      | Cérans-Foulletourte        |         | 47° 49′ 28″ nord, 0° 05′ 00″ est   |                |                                                            |      | Chapelle du Léard                                                                                      |
| Chapelle du prieuré de Mayanne                                                                         | Dangeul                    |         | 48° 14′ 27″ nord, 0° 16′ 11″ est   |                |                                                            |      | Image manquante Téléverser                                                                             |
| Chapelle Sainte-Bonne de Dollon                                                                        | Dollon                     |         | 48° 02′ 14″ nord, 0° 35′ 19″ est   |                |                                                            |      | Image manquante Téléverser                                                                             |
| Chapelle Notre-Dame de l'Habit                                                                         | Domfront-en-Champagne      |         | 48° 06′ 51″ nord, 0° 00′ 40″ est   | « PA00109740 » | Inscrit MH                                                 | 1972 | Chapelle Notre-Dame de l'Habit                                                                         |
| Chapelle de la Jarretière                                                                              | Douillet                   |         | 48° 16′ 14″ nord, 0° 02′ 57″ ouest |                |                                                            |      | Chapelle de la Jarretière                                                                              |
| Chapelle de Fercé-sur-Sarthe                                                                           | Fercé-sur-Sarthe           |         | 47° 54′ 15″ nord, 0° 01′ 46″ ouest |                |                                                            |      | Chapelle de Fercé-sur-Sarthe                                                                           |
| Chapelle Saint-Roch du château de Vaulogé                                                              | Fercé-sur-Sarthe           |         | 47° 53′ 32″ nord, 0° 02′ 55″ ouest |                |                                                            |      | Chapelle Saint-Roch du château de Vaulogé                                                              |
| Chapelle Sainte-Cécile de Flée                                                                         | Flée                       |         | 47° 42′ 37″ nord, 0° 28′ 30″ est   | « PA00109764 » | Classé MH                                                  | 1984 | Chapelle Sainte-Cécile de Flée                                                                         |
| Chapelle de Flée                                                                                       | Flée                       |         | 47° 43′ 57″ nord, 0° 27′ 17″ est   |                |                                                            |      | Image manquante Téléverser                                                                             |
| Chapelle de Fresnay-sur-Sarthe                                                                         | Fresnay-sur-Sarthe         |         | à géolocaliser                     |                |                                                            |      | Image manquante Téléverser                                                                             |
| Chapelle de l'hospice de Fresnay-sur-Sarthe                                                            | Fresnay-sur-Sarthe         |         | 48° 17′ 06″ nord, 0° 01′ 30″ est   |                |                                                            |      | Image manquante Téléverser                                                                             |
| Chapelle Saint-Léonard et Notre-Dame de Fresnay-sur-Sarthe                                             | Fresnay-sur-Sarthe         |         | 48° 16′ 55″ nord, 0° 01′ 09″ est   |                |                                                            |      | Image manquante Téléverser                                                                             |
| Chapelle Saint-Évroult de Gesnes-le-Gandelin                                                           | Gesnes-le-Gandelin         |         | 48° 21′ 16″ nord, 0° 02′ 54″ est   |                |                                                            |      | Image manquante Téléverser                                                                             |
| Chapelle du château de Gémasse                                                                         | Gréez-sur-Roc              |         | 48° 08′ 42″ nord, 0° 48′ 20″ est   |                |                                                            |      | Image manquante Téléverser                                                                             |
| Chapelle Notre-Dame de Saint-Almire                                                                    | Gréez-sur-Roc              |         | 48° 08′ 09″ nord, 0° 47′ 51″ est   |                |                                                            |      | Image manquante Téléverser                                                                             |
| Chapelle du logis de la Pinellière                                                                     | Gréez-sur-Roc              |         | 48° 07′ 21″ nord, 0° 48′ 28″ est   |                |                                                            |      | Image manquante Téléverser                                                                             |
| Chapelle Saint-Maximin de Montreuil                                                                    | Joué-en-Charnie            |         | 48° 00′ 57″ nord, 0° 10′ 29″ ouest | « PA72000056 » | Inscrit MH                                                 | 2018 | Chapelle Saint-Maximin de Montreuil                                                                    |
| Chapelle Notre-Dame-du-Nid de Juigné                                                                   | Juigné-sur-Sarthe          |         | 47° 51′ 18″ nord, 0° 18′ 13″ ouest | « IA00058180 » |                                                            |      | Chapelle Notre-Dame-du-Nid de Juigné                                                                   |
| Chapelle du lycée Saint-Martin de la Maison Rouge                                                      | La Bruère-sur-Loir         |         | 47° 39′ 03″ nord, 0° 20′ 53″ est   |                |                                                            |      | Image manquante Téléverser                                                                             |
| Chapelle Saint-Pierre de La Chapelle-aux-Choux                                                         | La Chapelle-aux-Choux      |         | 47° 37′ 50″ nord, 0° 13′ 59″ est   |                |                                                            |      | Chapelle Saint-Pierre de La Chapelle-aux-Choux                                                         |
| Chapelle des Alignés                                                                                   | La Chapelle-d'Aligné       |         | 47° 45′ 36″ nord, 0° 15′ 01″ ouest |                |                                                            |      | Image manquante Téléverser                                                                             |
| Chapelle de la Pilorgère                                                                               | La Chapelle-d'Aligné       |         | 47° 44′ 21″ nord, 0° 13′ 09″ ouest |                |                                                            |      | Image manquante Téléverser                                                                             |
| Chapelle de La Ferté-Bernard                                                                           | La Ferté-Bernard           |         | 48° 11′ 08″ nord, 0° 39′ 32″ est   |                |                                                            |      | Image manquante Téléverser                                                                             |
| Chapelle Saint-Julien de l'Hôtel-Dieu de La Ferté-Bernard                                              | La Ferté-Bernard           |         | 48° 11′ 20″ nord, 0° 39′ 44″ est   |                |                                                            |      | Image manquante Téléverser                                                                             |
| Chapelle Notre-Dame-des-Vertus de La Flèche                                                            | La Flèche                  |         | 47° 41′ 59″ nord, 0° 05′ 13″ ouest | « PA00109758 » | Inscrit MH                                                 | 1934 | Chapelle Notre-Dame-des-Vertus de La Flèche                                                            |
| Chapelle Notre-Dame de La Providence                                                                   | La Flèche                  |         | 47° 41′ 39″ nord, 0° 04′ 35″ ouest |                |                                                            |      | Image manquante Téléverser                                                                             |
| Chapelle Notre-Dame-des-Bois de La Suze-sur-Sarthe                                                     | La Suze-sur-Sarthe         |         | 47° 52′ 32″ nord, 0° 01′ 55″ est   |                |                                                            |      | Chapelle Notre-Dame-des-Bois de La Suze-sur-Sarthe                                                     |
| Chapelle Sainte-Anne de Laigné-en-Belin                                                                | Laigné-en-Belin            |         | 47° 52′ 38″ nord, 0° 13′ 02″ est   |                |                                                            |      | Chapelle Sainte-Anne de Laigné-en-Belin                                                                |
| Chapelle Sainte-Anne du Bailleul                                                                       | Le Bailleul                |         | 47° 46′ 04″ nord, 0° 09′ 34″ ouest |                |                                                            |      | Image manquante Téléverser                                                                             |
| Chapelle du cimetière du Luart                                                                         | Le Luart                   |         | 48° 04′ 20″ nord, 0° 35′ 12″ est   |                |                                                            |      | Image manquante Téléverser                                                                             |
| Chapelle de l'hôpital du Lude                                                                          | Le Lude                    |         | 47° 38′ 55″ nord, 0° 09′ 12″ est   |                |                                                            |      | Chapelle de l'hôpital du Lude                                                                          |
| Chapelle Sainte-Marie du prieuré de Raillon                                                            | Le Lude                    |         | 47° 37′ 57″ nord, 0° 11′ 00″ est   |                |                                                            |      | Chapelle Sainte-Marie du prieuré de Raillon                                                            |
| Chapelle de la Visitation du Mans                                                                      | Le Mans                    |         | 48° 00′ 15″ nord, 0° 11′ 45″ est   | « PA00109804 » | Classé MH                                                  | 1906 | Chapelle de la Visitation du Mans                                                                      |
| Chapelle de l'oratoire, anciennement église paroissiale Saint-Ouen du Mans                             | Le Mans                    |         | 48° 00′ 37″ nord, 0° 12′ 02″ est   |                |                                                            |      | Image manquante Téléverser                                                                             |
| Chapelle des Sœurs-de-la-Miséricorde du Mans                                                           | Le Mans                    |         | 48° 00′ 18″ nord, 0° 11′ 56″ est   |                |                                                            |      | Image manquante Téléverser                                                                             |
| Chapelle dite chapelle du Tertre Saint-Laurent du Mans                                                 | Le Mans                    |         | 48° 00′ 55″ nord, 0° 12′ 15″ est   |                |                                                            |      | Image manquante Téléverser                                                                             |
| Chapelle de la résidence Saint-Damien du Mans                                                          | Le Mans                    |         | 48° 00′ 52″ nord, 0° 12′ 46″ est   |                |                                                            |      | Image manquante Téléverser                                                                             |
| Chapelle de l'hôpital du Mans                                                                          | Le Mans                    |         | 48° 00′ 51″ nord, 0° 10′ 46″ est   |                |                                                            |      | Image manquante Téléverser                                                                             |
| Chapelle du boulevard général de Négrier du Mans                                                       | Le Mans                    |         | 48° 00′ 38″ nord, 0° 12′ 23″ est   |                |                                                            |      | Image manquante Téléverser                                                                             |
| Chapelle des Capucins de la rue Prémartine du Mans                                                     | Le Mans                    |         | 48° 00′ 28″ nord, 0° 12′ 40″ est   |                |                                                            |      | Image manquante Téléverser                                                                             |
| Chapelle du Sacré-Cœur de l'orphelinat Saint-Pavin du Mans                                             | Le Mans                    |         | 48° 00′ 35″ nord, 0° 10′ 12″ est   |                |                                                            |      | Image manquante Téléverser                                                                             |
| Chapelle Notre-Dame du couvent de la Visitation-Sainte-Marie du Mans                                   | Le Mans                    |         | 48° 00′ 18″ nord, 0° 12′ 16″ est   |                |                                                            |      | Image manquante Téléverser                                                                             |
| Chapelle Saint-Blaise du Mans                                                                          | Le Mans                    |         | 48° 00′ 39″ nord, 0° 14′ 00″ est   |                |                                                            |      | Image manquante Téléverser                                                                             |
| Chapelle Saint-Christophe-et-Notre-Dame-de-la-Route du circuit Bugatti                                 | Le Mans                    |         | 47° 57′ 36″ nord, 0° 12′ 55″ est   |                |                                                            |      | Image manquante Téléverser                                                                             |
| Chapelle Saint-François-de-Sales du Mans                                                               | Le Mans                    |         | 48° 00′ 16″ nord, 0° 12′ 20″ est   |                |                                                            |      | Image manquante Téléverser                                                                             |
| Chapelle Saint-Joseph du Mans                                                                          | Le Mans                    |         | 47° 59′ 50″ nord, 0° 11′ 39″ est   |                |                                                            |      | Image manquante Téléverser                                                                             |
| Chapelle Saint-Joseph de la congrégation des Sœurs de l'Enfant-Jésus du Mans                           | Le Mans                    |         | 48° 00′ 05″ nord, 0° 12′ 24″ est   |                |                                                            |      | Image manquante Téléverser                                                                             |
| Chapelle Saint-Louis du collège Saint-Louis du Mans                                                    | Le Mans                    |         | 47° 59′ 58″ nord, 0° 11′ 40″ est   |                |                                                            |      | Image manquante Téléverser                                                                             |
| Chapelle de la Petite-Providence de Ruillé-sur-Loir                                                    | Loir en Vallée             |         | 47° 47′ 00″ nord, 0° 36′ 36″ est   |                |                                                            |      | Image manquante Téléverser                                                                             |
| Chapelle du couvent de la Providence de Ruillé-sur-Loir                                                | Loir en Vallée             |         | 47° 45′ 13″ nord, 0° 37′ 11″ est   |                |                                                            |      | Image manquante Téléverser                                                                             |
| Chapelle du cimetière du couvent de la Providence de Ruillé-sur-Loir                                   | Loir en Vallée             |         | 47° 45′ 17″ nord, 0° 37′ 18″ est   |                |                                                            |      | Image manquante Téléverser                                                                             |
| Chapelle du couvent de la Providence de Ruillé-sur-Loir                                                | Loir en Vallée             |         | 47° 45′ 10″ nord, 0° 37′ 11″ est   |                |                                                            |      | Image manquante Téléverser                                                                             |
| Chapelle du château de Coulennes                                                                       | Loué                       |         | 48° 00′ 37″ nord, 0° 07′ 49″ ouest |                |                                                            |      | Image manquante Téléverser                                                                             |
| Chapelle du prieuré de la Couture de la Pépinière                                                      | Loué                       |         | à géolocaliser                     |                |                                                            |      | Image manquante Téléverser                                                                             |
| Chapelle Notre-Dame de Chiloup                                                                         | Malicorne-sur-Sarthe       |         | 47° 49′ 10″ nord, 0° 04′ 42″ ouest |                |                                                            |      | Chapelle Notre-Dame de Chiloup                                                                         |
| Chapelle Saint-Jean-Baptiste de Malicorne-sur-Sarthe                                                   | Malicorne-sur-Sarthe       |         | 47° 48′ 45″ nord, 0° 04′ 48″ ouest |                |                                                            |      | Image manquante Téléverser                                                                             |
| Chapelle de la maison de retraite de la Dive de Mamers                                                 | Mamers                     |         | 48° 21′ 02″ nord, 0° 22′ 29″ est   |                |                                                            |      | Image manquante Téléverser                                                                             |
| Chapelle du groupe scolaire Saint-Paul de Mamers                                                       | Mamers                     |         | 48° 20′ 58″ nord, 0° 22′ 18″ est   |                |                                                            |      | Image manquante Téléverser                                                                             |
| Chapelle Saint-Joseph du monastère des Sœurs Passionistes de Mamers                                    | Mamers                     |         | 48° 21′ 04″ nord, 0° 21′ 52″ est   |                |                                                            |      | Image manquante Téléverser                                                                             |
| Chapelle Notre-Dame de Mansigné                                                                        | Mansigné                   |         | 47° 44′ 46″ nord, 0° 08′ 21″ est   |                |                                                            |      | Image manquante Téléverser                                                                             |
| Chapelle Notre-Dame de Mareil-sur-Loir                                                                 | Mareil-sur-Loir            |         | 47° 42′ 55″ nord, 0° 00′ 50″ est   | « IA72000247 » |                                                            |      | Image manquante Téléverser                                                                             |
| Chapelle du prieuré Saint-Symphorien de Saint-Symphorien                                               | Marolles-les-Braults       |         | 48° 14′ 33″ nord, 0° 18′ 50″ est   |                |                                                            |      | Chapelle du prieuré Saint-Symphorien de Saint-Symphorien                                               |
| Chapelle Sainte-Croix de Sainte-Croix                                                                  | Mayet                      |         | 47° 45′ 50″ nord, 0° 17′ 38″ est   |                |                                                            |      | Image manquante Téléverser                                                                             |
| Chapelle Notre-Dame-des-Bois de Moncé-en-Belin                                                         | Moncé-en-Belin             |         | 47° 53′ 29″ nord, 0° 12′ 17″ est   |                |                                                            |      | Chapelle Notre-Dame-des-Bois de Moncé-en-Belin                                                         |
| Chapelle Sainte-Anne de la Haye-Chapron                                                                | Mont-Saint-Jean            |         | 48° 15′ 05″ nord, 0° 06′ 46″ ouest |                |                                                            |      | Image manquante Téléverser                                                                             |
| Chapelle Saint-Servais de Montmirail                                                                   | Montmirail                 |         | 48° 06′ 18″ nord, 0° 47′ 28″ est   |                |                                                            |      | Image manquante Téléverser                                                                             |
| Chapelle Saint-Martin de Montval-sur-Loir                                                              | Montval-sur-Loir           |         | 47° 41′ 31″ nord, 0° 25′ 10″ est   |                |                                                            |      | Image manquante Téléverser                                                                             |
| Chapelle Saint-Martin de Moulins-le-Carbonnel                                                          | Moulins-le-Carbonnel       |         | 48° 23′ 04″ nord, 0° 00′ 31″ est   |                |                                                            |      | Image manquante Téléverser                                                                             |
| Chapelle Saint-Étienne de Mézeray                                                                      | Mézeray                    |         | 47° 49′ 40″ nord, 0° 01′ 04″ ouest |                |                                                            |      | Image manquante Téléverser                                                                             |
| Chapelle Saint-Mathieu de Nauvay                                                                       | Nauvay                     |         | 48° 15′ 12″ nord, 0° 23′ 39″ est   |                |                                                            |      | Chapelle Saint-Mathieu de Nauvay                                                                       |
| Chapelle de la maison familiale des Sœurs-de-l'Enfant-Jésus de Neufchâtel-en-Saosnois                  | Neufchâtel-en-Saosnois     |         | 48° 22′ 36″ nord, 0° 14′ 44″ est   |                |                                                            |      | Chapelle de la maison familiale des Sœurs-de-l'Enfant-Jésus de Neufchâtel-en-Saosnois                  |
| Chapelle Notre-Dame de l'abbaye de Perseigne                                                           | Neufchâtel-en-Saosnois     |         | 48° 23′ 27″ nord, 0° 15′ 46″ est   |                |                                                            |      | Image manquante Téléverser                                                                             |
| Chapelle Saint-Bernard de Vignolles                                                                    | Neuvillalais               |         | 48° 09′ 59″ nord, 0° 00′ 53″ est   |                |                                                            |      | Image manquante Téléverser                                                                             |
| Chapelle de la Tribouillère                                                                            | Neuville-sur-Sarthe        |         | 48° 04′ 07″ nord, 0° 11′ 02″ est   |                |                                                            |      | Image manquante Téléverser                                                                             |
| Chapelle Sainte-Marie-Madeleine du prieuré bénédictin d'Oizé                                           | Oizé                       |         | 47° 48′ 37″ nord, 0° 06′ 21″ est   |                |                                                            |      | Chapelle Sainte-Marie-Madeleine du prieuré bénédictin d'Oizé                                           |
| Chapelle Notre-Dame-de-la-Pitié de Parcé-sur-Sarthe                                                    | Parcé-sur-Sarthe           |         | 47° 50′ 20″ nord, 0° 11′ 53″ ouest |                |                                                            |      | Image manquante Téléverser                                                                             |
| Chapelle du Sacré-Cœur-de-Jésus des Eluyères                                                           | Parennes                   |         | 48° 06′ 59″ nord, 0° 11′ 47″ ouest |                |                                                            |      | Image manquante Téléverser                                                                             |
| Chapelle Notre-Dame de Parennes                                                                        | Parennes                   |         | 48° 07′ 18″ nord, 0° 11′ 06″ ouest |                |                                                            |      | Image manquante Téléverser                                                                             |
| Chapelle Notre-Dame-de-Pitié de Parigné-l'Évêque                                                       | Parigné-l'Évêque           |         | 47° 56′ 10″ nord, 0° 22′ 01″ est   |                |                                                            |      | Chapelle Notre-Dame-de-Pitié de Parigné-l'Évêque                                                       |
| Chapelle Saint-Maurice des Landes de Vaugautier                                                        | Parigné-l'Évêque           |         | 47° 54′ 02″ nord, 0° 24′ 08″ est   |                |                                                            |      | Image manquante Téléverser                                                                             |
| Chapelle Saint-Léger de Piacé                                                                          | Piacé                      |         | 48° 15′ 38″ nord, 0° 06′ 30″ est   | « PA00109904 » | Inscrit MH                                                 | 1988 | Chapelle Saint-Léger de Piacé                                                                          |
| Chapelle du cimetière de Pincé                                                                         | Pincé                      |         | 47° 47′ 39″ nord, 0° 22′ 45″ ouest |                |                                                            |      | Chapelle du cimetière de Pincé                                                                         |
| Chapelle Notre-Dame-du-Perpétuel-Secours de la Galoisière                                              | Poillé-sur-Vègre           |         | 47° 55′ 04″ nord, 0° 15′ 20″ ouest |                |                                                            |      | Image manquante Téléverser                                                                             |
| Chapelle Notre-Dame de la Faigne                                                                       | Pontvallain                |         | 47° 46′ 15″ nord, 0° 12′ 24″ est   |                |                                                            |      | Chapelle Notre-Dame de la Faigne                                                                       |
| Chapelle du château des Touches                                                                        | Pontvallain                |         | 47° 43′ 41″ nord, 0° 11′ 09″ est   |                |                                                            |      | Image manquante Téléverser                                                                             |
| Chapelle du cimetière de Précigné                                                                      | Précigné                   |         | 47° 46′ 11″ nord, 0° 19′ 25″ ouest |                |                                                            |      | Image manquante Téléverser                                                                             |
| Chapelle Notre-Dame-des-Anges de Précigné                                                              | Précigné                   |         | 47° 45′ 57″ nord, 0° 19′ 21″ ouest |                |                                                            |      | Chapelle Notre-Dame-des-Anges de Précigné                                                              |
| Chapelle Saint-Joseph-et-Sainte-Anne de Sourches                                                       | Précigné                   |         | 47° 47′ 24″ nord, 0° 17′ 26″ ouest |                |                                                            |      | Image manquante Téléverser                                                                             |
| Chapelle Saint-Ménelé de la Larderie                                                                   | Précigné                   |         | 47° 44′ 33″ nord, 0° 21′ 02″ ouest | « IA00058454 » |                                                            |      | Image manquante Téléverser                                                                             |
| Chapelle Saint-Jean-Baptiste de Bois-Dauphin                                                           | Précigné                   |         | 47° 46′ 21″ nord, 0° 19′ 48″ ouest |                |                                                            |      | Image manquante Téléverser                                                                             |
| Chapelle de la Croix-Lamare                                                                            | Rouessé-Vassé              |         | 48° 10′ 31″ nord, 0° 12′ 27″ ouest |                |                                                            |      | Chapelle de la Croix-Lamare                                                                            |
| Chapelle de la Binellière                                                                              | Rouessé-Vassé              |         | 48° 09′ 12″ nord, 0° 09′ 08″ ouest |                |                                                            |      | Image manquante Téléverser                                                                             |
| Chapelle de la Chaumondière                                                                            | Rouessé-Vassé              |         | 48° 08′ 19″ nord, 0° 12′ 46″ ouest |                |                                                            |      | Image manquante Téléverser                                                                             |
| Chapelle Saint-Mathurin de Rouessé-Vassé                                                               | Rouessé-Vassé              |         | 48° 09′ 22″ nord, 0° 12′ 03″ ouest |                |                                                            |      | Image manquante Téléverser                                                                             |
| Chapelle des Grands-Aîtres                                                                             | Rouez                      |         | 48° 09′ 20″ nord, 0° 08′ 13″ ouest |                |                                                            |      | Image manquante Téléverser                                                                             |
| Chapelle Notre-Dame du carmel Vaujoubert-Notre-Dame de Rouillon                                        | Rouillon                   |         | 48° 00′ 40″ nord, 0° 09′ 07″ est   |                |                                                            |      | Image manquante Téléverser                                                                             |
| Chapelle Sainte-Marie-Madeleine du prieuré de Guémançais                                               | Rouperroux-le-Coquet       |         | 48° 15′ 10″ nord, 0° 26′ 55″ est   |                |                                                            |      | Chapelle Sainte-Marie-Madeleine du prieuré de Guémançais                                               |
| Chapelle Saint-Martin de Roëzé-sur-Sarthe                                                              | Roëzé-sur-Sarthe           |         | 47° 52′ 12″ nord, 0° 04′ 48″ est   |                |                                                            |      | Chapelle Saint-Martin de Roëzé-sur-Sarthe                                                              |
| Chapelle Saint-Martin de Sablé-sur-Sarthe                                                              | Sablé-sur-Sarthe           |         | 47° 50′ 24″ nord, 0° 20′ 03″ ouest | « IA00058516 » |                                                            |      | Chapelle Saint-Martin de Sablé-sur-Sarthe                                                              |
| Chapelle de la Vedelle                                                                                 | Saint-Aubin-de-Locquenay   |         | 48° 14′ 51″ nord, 0° 01′ 59″ est   |                |                                                            |      | Image manquante Téléverser                                                                             |
| Chapelle Saint-Denis de Saint-Aubin-de-Locquenay                                                       | Saint-Aubin-de-Locquenay   |         | 48° 15′ 18″ nord, 0° 00′ 16″ ouest |                |                                                            |      | Image manquante Téléverser                                                                             |
| Chapelle de l'école Sainte-Marie et du collège Frère-André de Saint-Calais                             | Saint-Calais               |         | 47° 55′ 00″ nord, 0° 44′ 44″ est   |                |                                                            |      | Image manquante Téléverser                                                                             |
| Chapelle de Saint-Calais                                                                               | Saint-Calais               |         | 47° 54′ 58″ nord, 0° 44′ 32″ est   |                |                                                            |      | Image manquante Téléverser                                                                             |
| Chapelle Saint-Fraimbault de Saint-Georges-de-la-Couée                                                 | Saint-Georges-de-la-Couée  |         | 47° 48′ 39″ nord, 0° 34′ 54″ est   | « PA00109938 » | Inscrit MH                                                 | 1971 | Chapelle Saint-Fraimbault de Saint-Georges-de-la-Couée                                                 |
| Chapelle Sainte-Anne de Sainte-Anne (Sarthe)                                                           | Saint-Georges-le-Gaultier  |         | 48° 17′ 17″ nord, 0° 07′ 00″ ouest |                |                                                            |      | Image manquante Téléverser                                                                             |
| Chapelle Notre-Dame des Champs de Saint-Jean d'Assé                                                    | Saint-Jean-d'Assé          |         | 48° 08′ 39″ nord, 0° 07′ 26″ est   | « PA00109945 » | Inscrit MH                                                 | 1976 | Chapelle Notre-Dame des Champs de Saint-Jean d'Assé                                                    |
| Chapelle Sainte-Scholastique de Monthibeault                                                           | Saint-Jean-d'Assé          |         | 48° 10′ 17″ nord, 0° 05′ 40″ est   |                |                                                            |      | Image manquante Téléverser                                                                             |
| Chapelle de Saint-Jean-de-la-Motte                                                                     | Saint-Jean-de-la-Motte     |         | 47° 44′ 27″ nord, 0° 03′ 27″ est   |                |                                                            |      | Image manquante Téléverser                                                                             |
| Chapelle Notre-Dame-de-Pitié de Linthe                                                                 | Saint-Léonard-des-Bois     |         | 48° 20′ 59″ nord, 0° 04′ 42″ ouest |                |                                                            |      | Chapelle Notre-Dame-de-Pitié de Linthe                                                                 |
| Chapelle Saint-Laurent de Saint Laurent (Sarthe)                                                       | Saint-Léonard-des-Bois     |         | 48° 22′ 06″ nord, 0° 03′ 55″ ouest |                |                                                            |      | Image manquante Téléverser                                                                             |
| Chapelle Saint-Quentin de Saint-Quentin (Sarthe)                                                       | Saint-Maixent              |         | 48° 05′ 34″ nord, 0° 39′ 56″ est   |                |                                                            |      | Image manquante Téléverser                                                                             |
| Chapelle Saint-Julien de Saint-Marceau                                                                 | Saint-Marceau              |         | 48° 10′ 44″ nord, 0° 07′ 32″ est   | « PA00109948 » | Inscrit MH Chapelle Saint-Julien, à l'exception du clocher | 1976 | Chapelle Saint-Julien de Saint-Marceau                                                                 |
| Chapelle du château de Segrais                                                                         | Saint-Mars-d'Outillé       |         | 47° 52′ 10″ nord, 0° 19′ 00″ est   |                |                                                            |      | Image manquante Téléverser                                                                             |
| Chapelle Saint-Étienne de Grammont                                                                     | Saint-Mars-d'Outillé       |         | 47° 51′ 31″ nord, 0° 22′ 46″ est   |                |                                                            |      | Image manquante Téléverser                                                                             |
| Chapelle Saint-Denis de Saint-Denis-du-Tertre                                                          | Saint-Mars-la-Brière       |         | 48° 00′ 58″ nord, 0° 24′ 24″ est   |                |                                                            |      | Chapelle Saint-Denis de Saint-Denis-du-Tertre                                                          |
| Chapelle de la Gaudinière                                                                              | Saint-Ouen-en-Champagne    |         | 47° 56′ 53″ nord, 0° 10′ 28″ ouest |                |                                                            |      | Image manquante Téléverser                                                                             |
| Chapelle Saint-Gilles de Saint-Gilles (Sarthe)                                                         | Saint-Paterne - Le Chevain |         | 48° 24′ 06″ nord, 0° 06′ 16″ est   |                |                                                            |      | Image manquante Téléverser                                                                             |
| Chapelle de la Cour de Saint-Paul                                                                      | Saint-Paul-le-Gaultier     |         | 48° 19′ 06″ nord, 0° 06′ 37″ ouest |                |                                                            |      | Image manquante Téléverser                                                                             |
| Chapelle Sainte-Catherine du logis de Moullins                                                         | Saint-Rémy-du-Val          |         | 48° 20′ 39″ nord, 0° 13′ 52″ est   |                |                                                            |      | Image manquante Téléverser                                                                             |
| Chapelle du Val                                                                                        | Saint-Rémy-du-Val          |         | 48° 21′ 51″ nord, 0° 16′ 00″ est   |                |                                                            |      | Image manquante Téléverser                                                                             |
| Chapelle Notre-Dame-de-Toutes-Aides de Saint-Rémy-du-Val                                               | Saint-Rémy-du-Val          |         | 48° 21′ 10″ nord, 0° 15′ 38″ est   |                |                                                            |      | Image manquante Téléverser                                                                             |
| Chapelle des Étrichets                                                                                 | Saint-Saturnin             |         | 48° 03′ 27″ nord, 0° 11′ 19″ est   | « PA00109960 » | Inscrit MH                                                 | 1978 | Chapelle des Étrichets                                                                                 |
| Chapelle Saint-Marc du manoir du Mont Porcher                                                          | Saint-Symphorien           |         | 48° 04′ 30″ nord, 0° 08′ 35″ ouest |                |                                                            |      | Image manquante Téléverser                                                                             |
| Chapelle Saint-Michel de Saint-Michel (Sarthe)                                                         | Sargé-lès-le-Mans          |         | 48° 02′ 13″ nord, 0° 16′ 25″ est   |                |                                                            |      | Image manquante Téléverser                                                                             |
| Chapelle du manoir de Nuyet                                                                            | Savigné-l'Évêque           |         | 48° 05′ 28″ nord, 0° 17′ 01″ est   |                |                                                            |      | Image manquante Téléverser                                                                             |
| Chapelle des Sœurs de la charité de Notre-Dame d'Évron de Sillé-le-Guillaume                           | Sillé-le-Guillaume         |         | 48° 11′ 04″ nord, 0° 07′ 38″ ouest |                |                                                            |      | Image manquante Téléverser                                                                             |
| Chapelle du collège du Saint-Cœur-de-Marie de Sillé-le-Guillaume                                       | Sillé-le-Guillaume         |         | 48° 11′ 03″ nord, 0° 07′ 40″ ouest |                |                                                            |      | Image manquante Téléverser                                                                             |
| Chapelle Notre-Dame de l'Épau de Sillé-le-Guillaume                                                    | Sillé-le-Guillaume         |         | 48° 10′ 45″ nord, 0° 07′ 58″ ouest |                |                                                            |      | Image manquante Téléverser                                                                             |
| Chapelle du couvent des minimes de Sillé-le-Guillaume                                                  | Sillé-le-Guillaume         |         | 48° 11′ 08″ nord, 0° 07′ 28″ ouest |                |                                                            |      | Chapelle du couvent des minimes de Sillé-le-Guillaume                                                  |
| Chapelle Saint-Aquilin de Solesmes                                                                     | Solesmes                   |         | 47° 51′ 07″ nord, 0° 18′ 03″ ouest | « IA00058567 » |                                                            |      | Image manquante Téléverser                                                                             |
| Chapelle Sainte-Marguerite des Chardonnerets                                                           | Sougé-le-Ganelon           |         | 48° 17′ 48″ nord, 0° 03′ 33″ ouest |                |                                                            |      | Image manquante Téléverser                                                                             |
| Chapelle Sainte-Anne de Souillé                                                                        | Souillé                    |         | 48° 07′ 13″ nord, 0° 10′ 41″ est   |                |                                                            |      | Image manquante Téléverser                                                                             |
| Chapelle Saint-Jean-Baptiste de Flacé                                                                  | Souligné-Flacé             |         | 47° 57′ 28″ nord, 0° 00′ 34″ est   | « PA00109974 » | Classé MH                                                  | 1946 | Chapelle Saint-Jean-Baptiste de Flacé                                                                  |
| Chapelle Sainte-Anne de Soulitré                                                                       | Soulitré                   |         | 48° 00′ 41″ nord, 0° 27′ 12″ est   |                |                                                            |      | Image manquante Téléverser                                                                             |
| Chapelle du prieuré Saint-Gilles du Grand Teilleau                                                     | Tassillé                   |         | 47° 58′ 53″ nord, 0° 06′ 22″ ouest |                |                                                            |      | Image manquante Téléverser                                                                             |
| Chapelle Notre-Dame-de-l'Épine de Teloché                                                              | Teloché                    |         | 47° 53′ 23″ nord, 0° 17′ 08″ est   | « PA72000062 » | Inscrit MH                                                 | 2021 | Chapelle Notre-Dame-de-l'Épine de Teloché                                                              |
| Chapelle Saint-Jean-Baptiste-de-la-Salle du noviciat des Frères des Écoles chrétiennes du Ranché       | Teloché                    |         | 47° 52′ 42″ nord, 0° 16′ 21″ est   |                |                                                            |      | Chapelle Saint-Jean-Baptiste-de-la-Salle du noviciat des Frères des Écoles chrétiennes du Ranché       |
| Chapelle Saint-Germain du Rancher                                                                      | Teloché                    |         | 47° 52′ 42″ nord, 0° 16′ 22″ est   |                |                                                            |      | Chapelle Saint-Germain du Rancher                                                                      |
| Chapelle Saint-Calais de Saint-Calais (Sarthe)                                                         | Tennie                     |         | 48° 05′ 52″ nord, 0° 09′ 04″ ouest |                |                                                            |      | Image manquante Téléverser                                                                             |
| Chapelle Saint-Corneille de Montafray                                                                  | Tennie                     |         | 48° 07′ 12″ nord, 0° 05′ 18″ ouest |                |                                                            |      | Image manquante Téléverser                                                                             |
| Chapelle du prieuré de Neufontaine                                                                     | Thoiré-sous-Contensor      |         | 48° 19′ 21″ nord, 0° 12′ 05″ est   |                |                                                            |      | Image manquante Téléverser                                                                             |
| Chapelle Saint-Jean-Baptiste de l'ancienne commanderie des Hospitaliers de Saint-Jean de Jérusalem     | Thorée-les-Pins            |         | 47° 40′ 48″ nord, 0° 02′ 00″ est   | « PA72000049 » | Inscrit MH                                                 | 2015 | Image manquante Téléverser                                                                             |
| Chapelle Notre-Dame-du-Souvenir de Thorée-les-Pins                                                     | Thorée-les-Pins            |         | 47° 41′ 09″ nord, 0° 02′ 23″ est   |                |                                                            |      | Image manquante Téléverser                                                                             |
| Chapelle du château du Petit-Perray                                                                    | Vaas                       |         | 47° 39′ 18″ nord, 0° 19′ 17″ est   |                |                                                            |      | Image manquante Téléverser                                                                             |
| Chapelle du château de Mazoüet                                                                         | Vaas                       |         | 47° 41′ 25″ nord, 0° 18′ 03″ est   |                |                                                            |      | Image manquante Téléverser                                                                             |
| Chapelle Sainte-Anne de Vibraye                                                                        | Vibraye                    |         | 48° 03′ 00″ nord, 0° 43′ 38″ est   |                |                                                            |      | Image manquante Téléverser                                                                             |
| Chapelle de la Vierge de l'Aubinière                                                                   | Villaines-sous-Malicorne   |         | 47° 44′ 35″ nord, 0° 05′ 59″ ouest |                |                                                            |      | Chapelle de la Vierge de l'Aubinière                                                                   |
| Chapelle du château de Courtilloles                                                                    | Villeneuve-en-Perseigne    |         | 48° 22′ 55″ nord, 0° 09′ 04″ est   |                |                                                            |      | Image manquante Téléverser                                                                             |
| Chapelle Notre-Dame-du-Chêne des Ventes du Four                                                        | Villeneuve-en-Perseigne    |         | 48° 26′ 03″ nord, 0° 15′ 26″ est   |                |                                                            |      | Image manquante Téléverser                                                                             |
| Chapelle Saint-Jean-Baptiste de Saint-Paul-sur-Sarthe                                                  | Villeneuve-en-Perseigne    |         | 48° 28′ 08″ nord, 0° 14′ 24″ est   |                |                                                            |      | Chapelle Saint-Jean-Baptiste de Saint-Paul-sur-Sarthe                                                  |
| Chapelle de Noëcocheau                                                                                 | Vivoin                     |         | 48° 14′ 34″ nord, 0° 10′ 35″ est   |                |                                                            |      | Image manquante Téléverser                                                                             |
| Chapelle de la Conception au château de Fontenailles                                                   | Écommoy                    |         | 47° 48′ 57″ nord, 0° 17′ 15″ est   |                |                                                            |      | Chapelle de la Conception au château de Fontenailles                                                   |
| Chapelle des Sœurs de la charité de Notre-Dame d'Évron d'Écommoy                                       | Écommoy                    |         | 47° 49′ 47″ nord, 0° 16′ 31″ est   |                |                                                            |      | Image manquante Téléverser                                                                             |